# Organisation des Témoins de Jéhovah
L'organisation des Témoins de Jéhovah est construite selon le principe d'une « théocratie », les fidèles croyant que Dieu lui-même la dirige. La direction est exercée par un Collège central, dont le siège se trouve à Brooklyn, New York. En décembre 2010, il est composé de sept hommes âgés qui sont seuls compétents pour définir la doctrine. Les membres du Collège central font partie d'une classe de personnes appelée « l'Esclave fidèle et avisé ». Les autres membres de cette classe n'ont aucun pouvoir de décision. Le siège mondial des Témoins de Jéhovah dirige le fonctionnement, l’enseignement et les nominations des responsables.
Le monde est divisé en « zones », qui rassemblent plusieurs filiales appelées « Béthels ». Chaque filiale, qui se trouve sous l'autorité du Collège central de Brooklyn, est animée par un comité de filiale composé de trois à sept membres. Elle est responsable d'un ensemble de territoires appelés « districts », qui sont eux-mêmes subdivisés en « circonscriptions ». Un « surveillant de circonscription » supervise des groupes d'une vingtaine de congrégations et les visite deux fois par an. Les membres de chaque congrégation (dont le nombre peut parfois dépasser la centaine) sont sous la responsabilité d'un « collège d'anciens », qui est responsable d'organiser les réunions et la prédication, de conduire les « comités de discipline religieuse » et de gérer les finances de la congrégation.

## Collège central
L'organisation est dirigée par un Collège central, dont le siège se trouve à Brooklyn, New York. Ce groupe est composé uniquement d'hommes. Il varie en taille, mais depuis 2017 il comprend huit membres, chacun d'entre eux prétendant faire partie des 144 000 oints, une classe ayant l'espoir de régner au ciel avec Christ lors du millénium (alors que la plupart des
Témoins de Jéhovah espèrent vivre dans un paradis terrestre).
Il n'y a pas d'élections pour les membres du Collège central. Les nouveaux membres sont sélectionnés par le groupe lui-même.
Le Collège central est décrit comme le représentant de la classe de l' « esclave fidèle et avisé ». Il prétend donner la « nourriture spirituelle » pour les Témoins du monde entier. En pratique il ne requiert aucunement les conseils ou l'approbation des autres « membres oints » lors de l'établissement de la politique du mouvement ou des doctrines, ou encore pour produire les publications ou écrire les discours,.
À partir de 1944, les publications de la société Watchtower font occasionnellement référence à un « collège central », l'identifiant au comité de direction de la Watch Tower Bible and Tract Society of Pennsylvania. En octobre 1971, quatre nouveaux membres ont rejoint les sept membres du comité de direction, formant ainsi un nouveau Collège central étendu. Depuis cette date, le Collège central est formellement défini, et représente l'organisme fournissant direction, conseils et réglementation aux adeptes,. Cependant, toute décision doctrinale reste sujette à l'approbation du président de la société. En 1976, à la suite de la déception causée par la fausse prédiction de 1975, des changements organisationnels au plus haut niveau de la société Watchtower augmentent le pouvoir et l'autorité des membres du Collège central, et réduisent celui du président.
Le Collège central dirige six comités composés de ses membres et d'autres « aides ». Les six comités sont responsables de diverses fonctions administratives, telles que la gestion du personnel, l'imprimerie, la prédication, les programmes des écoles et des assemblées, la rédaction et la coordination. Le Collège se charge lui-même directement de nommer tous les surveillants de zones, de districts ou de circonscriptions, collectivement appelés « surveillants itinérants », et nomment aussi les membres des comités de filiale.

## Béthels
Pour les articles homonymes, voir Béthel.
Le Béthel ou Maison de Dieu est la désignation utilisée par les Témoins de Jéhovah pour se rapporter à l'ensemble des bâtiments ou complexes administratifs, exploitations agricoles et bâtiments résidentiels où travaillent certains de leurs fidèles de façon permanente. Tous ces locaux sont sous la surveillance d'un Comité de filiale, dans un pays donné ou un ensemble de pays. Tous ces biens immobiliers appartiennent à la Société Watchtower ou à l'une de ses associations.
Le Béthel est le seul lieu de vie communautaire de l'organisation. Ce sont les centres administratifs de l’organisation qui regroupent, outre les dirigeants des filiales et leur état-major, le personnel d'imprimerie, de traduction, les administratifs. Être admis dans un Béthel est considéré comme un privilège, également accessible aussi aux membres féminins. En être exclu et retourner dans sa congrégation d'origine constitue une sanction.
En 2011, les Témoins de Jéhovah dirigent 98 béthels dans le monde groupés en une trentaine de « zones », chacune sous la supervision d'un « surveillant de zone ».
Au sein de cette structure, un « béthélite » doit travailler 8 h 40 par jour, du lundi au samedi midi. Si l'on ajoute à cela le travail de prosélytisme, le total atteint 62 h 20 par semaine, sans aucun jour de congé. La journée-type commence à 6 h 30, petit déjeuner à 7 h avec examen en commun d'un texte biblique (figurant dans la brochure Examinons les Écritures chaque jour), affectation aux tâches propres au Béthel jusqu'à 17 h en semaine et jusqu'à 12 h le samedi. La pause est d'une heure pour le repas de midi,.
L'ancien fidèle Ken Guindon, qui a travaillé dans un des Béthels de 1963 à 1968, a critiqué le fonctionnement de cette structure qu'il a décrit comme quasi-militaire. De même, le sociologue Régis Dericquebourg a estimé que le Béthel agissait de façon totalitaire, relevant que toute attitude réticente est cataloguée comme étant une « mauvaise attitude ».

## Missionnaires
Les témoins de Jéhovah utilisent des missionnaires pour fonder de nouveaux groupes de fidèles.

## Surveillants itinérants
Les congrégations des Témoins de Jéhovah reçoivent la visite des « surveillants itinérants ». Ces hommes ont des années d’expérience dans l’activité de prédication et comme surveillants. Ils se sont libérés de leur travail profane et de leurs responsabilités familiales afin de se donner à cette tâche à plein temps. S’ils sont mariés, leur femme participe généralement avec eux au ministère à plein temps.
Un surveillant de circonscription a la charge d'une circonscription, laquelle compte entre 18 et 25 congrégations. Il visite chacune d’elles environ deux fois l’an, et au bout de deux ou trois ans il est nommé dans une autre circonscription. Le surveillant de circonscription s’assure de l'obéissance des fidèles, et examine l'activité de la congrégation. Il donne plusieurs discours et se réunit avec les anciens et les serviteurs ministériels afin de voir comment ils peuvent améliorer leur service dans la congrégation.
Durant la semaine sa femme et lui, s’il est marié, accompagnent les Témoins locaux dans l'évangélisation en vue de les aider à progresser dans cette activité. Tous deux rendront également visite aux personnes nouvellement intéressées pour les convaincre.
Le surveillant de district a une expérience semblable à celles du surveillant de circonscription. Il se déplace d’une circonscription à l’autre. Sa femme et lui accompagnent aussi dans la prédication les Témoins de la congrégation visitée cette semaine-là. Il dirige la préparation finale du programme de l’assemblée de circonscription à l’occasion de laquelle il prononce plusieurs discours, y compris le discours public.
Depuis le 1er septembre 2014, les surveillants de district ont désormais la charge de nommer les assistants ministériels et les anciens.
Quand les surveillants itinérants achèvent leur visite dans une congrégation ou une circonscription, ils se rendent dans la congrégation ou la circonscription suivante, selon le programme prévu, jusqu’à ce que toutes aient été visitées. Cela prend environ six mois, puis ils recommencent leur tournée.
La Société couvre les frais de transport des surveillants itinérants et leur accorde, à eux et à leur femme, une petite somme en remboursement de leurs frais personnels. En général, ce sont les membres des congrégations qui se chargent de leur hébergement et de leurs repas.
Les surveillants itinérants, ainsi que les « anciens », utilisent un manuel confidentiel appelé le Manuel pour l’école du ministère du Royaume, qui est renouvelé régulièrement.

## Congrégations
Les congrégations sont supervisées par des « anciens », qui sont aidés par les « assistants ministériels ».

#### Publications de la société Watchtower
1. ↑  (en) Yearbook of Jehovah's Witnesses, 1975, p. 250
2. ↑  "The faithful steward and its governing body", The Watchtower, June 15, 2009, page 24.
3. ↑  1970 Yearbook of Jehovah's Witnesses, Watchtower Society, page 65
4. ↑  (en) « A Governing Body as Different from a Legal Corporation », The Watchtower,‎ 15 décembre 1971, p. 755 Article discusses formal definition of Governing Body, and makes first use of capitalized term.
5. ↑  (en) « Questions From Readers », The Watchtower,‎ 15 novembre 1972, p. 703
6. ↑  The Watchtower, January 15, 2001, pages 14-15
7. ↑  Annual report, 2012 Yearbook of Jehovah's Witnesses
8. ↑  La Tour de Garde, 15 mars 2001, pp. 22-24
9. 1 2 3 4 5 6  Les Témoins de Jéhovah, unis, pages 20-21